# Helena Mikkelsen
Helena Egelund Mikkelsen (geboren am 24. Juni 1996 in Viborg, Dänemark) ist eine dänische Handballspielerin.

## Karriere
Mikkelsen spielte bis 2015 in Dänemark für Viborg HK. Hier durchlief sie alle Jugendmannschaften und spielte in der 1. Liga und der EHF Champions League. 2015 kam sie nach Deutschland zum damaligen Zweitligisten SV Union Halle-Neustadt. In der Saison 2017/18 gelang ihnen der Aufstieg in die 1. Bundesliga. Mikkelsen wechselte dann 2018 zum Erstligisten VfL Oldenburg. Nach zwei Spielzeiten kehrte sie 2020 wieder zur SV Union Halle-Neustadt zurück. Im Sommer 2024 verließ sie den Verein.